# سون کوان
سون کوان (, چینی: 孫權) (۱۸۲–۲۱ مه ۲۵۲) ، با نام محترم ژونگمو (仲謀)، که پس از مرگ به عنوان امپراتور دا وو شناخته می‌شد، بنیان‌گذار امپراتوری وو شرقی بود. او کنترل رژیم جنگ سالار را که توسط برادر بزرگترش، سون تسه، در سال ۲۰۰ تأسیس شد، به ارث برد. او استقلال رسمی را اعلام کرد و از نوامبر ۲۲۲ تا مه ۲۲۹ به عنوان پادشاه وو و از مه ۲۲۹ تا مه ۲۵۲ به عنوان امپراتور وو حکومت کرد. برخلاف رقبای خود سائو سائو و لیو بی، سون کوان بسیار جوان‌تر از آن‌ها بود و بر سرزمین خود عمدتاً جدا از سیاست و ایدئولوژی حکومت می‌کرد. او با توجه به اتخاذ یک سیاست خارجی انعطاف‌پذیر بین دو رقیبش با هدف دنبال کردن بیشترین منافع برای کشور، گاهی بی‌طرف معرفی می‌شود.
سان کوان در حالی متولد شد که پدرش سون جیان به عنوان فرماندار شهرستان شیاپی خدمت می‌کرد. پس از مرگ سون جیان در اوایل دهه ۱۹۰، او و خانواده‌اش در شهرهای مختلف در جنوب رودخانه یانگ تسه زندگی می‌کردند، تا اینکه سون تسه یک رژیم جنگ‌سالار را در منطقه جیانگ‌دونگ بر اساس پیروان خودش و تعدادی از وفاداری‌های قبیله‌ای محلی ایجاد کرد. هنگامی که سون سه توسط نگهبانان در سال ۲۰۰ ترور شد، سون کوان ۱۸ ساله سرزمین‌های جنوب شرقی رودخانه یانگ تسه را از برادرش به ارث برد. دولت او در آن سال‌های اولیه ثابت کرد که نسبتاً باثبات بوده‌است زیرا ارشدترین افسران سون جیان و سون تسه، مانند ژو یو، ژانگ ژائو، ژانگ هونگ (張紘) و چنگ پو (程普) از جانشینی حمایت کردند؛ بنابراین در طول دهه ۲۰۰، سون کوان، زیر نظر مشاوران توانا خود، به تقویت قدرت خود در امتداد رودخانه یانگ تسه ادامه داد. در اوایل سال ۲۰۷، نیروهای او سرانجام بر هوانگ ژو، یک رهبر نظامی تحت رهبری لیو بیائو، که بر یانگ تسه میانی تسلط داشت، به پیروزی کامل دست یافتند. هوانگ ژو در جنگ کشته شد.
در زمستان همان سال، جنگ‌سالار شمالی سائو سائو ارتشی متشکل از ۲۲۰٬۰۰۰ نفر را برای فتح جنوب رهبری کرد تا اتحاد مجدد چین را تکمیل کند. دو جناح متمایز در دربار او در مورد چگونگی رسیدگی به وضعیت ظاهر شدند. یکی به رهبری ژانگ ژائو خواستار تسلیم شد در حالی که دیگری به رهبری ژو یو و لو سو مخالف تسلیم شدن بودند. در نهایت، سون کوان تصمیم گرفت با نیروهای برتر رودخانه‌ای خود با سائو سائو در یانگ تسه میانی مقابله کند. آنها با اتحاد لیو بی و با استفاده از استراتژی‌های ترکیبی ژو یو و هوانگ گی، سائو سائو را قاطعانه در نبرد سخره سرخ شکست دادند.
در اواخر سال ۲۲۰، سائو پی، پادشاه وی، پسر و جانشین سائو سائو، تاج و تخت را به دست گرفت و خود را به عنوان امپراتور چین اعلام کرد و به حکومت ظاهری سلسله هان پایان داد و جانشین آن شد. در ابتدا سون کوان اسماً به‌عنوان یک واسال با عنوان پادشاه وو به‌وسیله وی خدمت می‌کرد، اما پس از اینکه سائو پی از او خواست پسرش سون دنگ را به عنوان گروگان به پایتخت وی، لوئویانگ بفرستد و او نپذیرفت. در نوامبر ۲۲۲، با تغییر نام دودمان خود، خود را مستقل اعلام کرد. تا ماه مه ۲۲۹ او رسماً خود را امپراتور اعلام کرد.
پس از مرگ ولیعهد اصلی او، سون دنگ، دو جناح متضاد که از جانشینان بالقوه مختلف حمایت می‌کردند به آرامی ظهور کردند. زمانی که سون هه جانشین سون دنگ به عنوان ولیعهد جدید شد، لو ژون و ژوگه جین از او حمایت کردند، در حالی که رقیبش سون با (孫霸) توسط کوان کونگ (全琮) و بو ژی و قبیله‌هایشان حمایت شد. در یک جنگ داخلی طولانی مدت قدرت، مقامات متعددی اعدام شدند و سان کوان با تبعید سون هه و وادار کردن سون با به خودکشی به شدت درگیری بین دو جناح را حل کرد. سون کوان در ماه مه ۲۵۲ در سن ۷۰ سالگی (بر اساس محاسبه آسیای شرقی) درگذشت. او طولانی‌ترین سلطنت را در میان بنیانگذاران سه پادشاهی داشت و پسرش سون لیانگ جانشین او شد.
سوابق سه پادشاهی (سانگوژی) سان کوان را مردی بلند قد با چشمانی درخشان و صورت مستطیلی توصیف می‌کند. او به عنوان مردی عاقل و برون‌گرا شناخته می‌شد که به شوخی و حیله‌بازی علاقه داشت. سان کوان به دلیل مهارت در ارزش گذاشتن به نیروی زیردستان و پرهیز از کاستی‌های آنها و نیز رفتار با آنها مانند خانواده خود، توانست اختیارات را به شخصیت‌های توانا تفویض کند. این قدرت اولیه به او در جلب حمایت مردم عادی و احاطه کردن خود با فرماندهان توانا کمک کرد.

## اوایل زندگی
سوابق سه پادشاهی اشاره می‌کند که سون جیان از نوادگان سون وو (که بیشتر با نام سون تزو شناخته می‌شود)، یک نظامی در دوره بهار و پاییز و نویسنده هنر جنگ بود. سون کوان در سال ۱۸۲ به دنیا آمد، در حالی که پدرش سون جیان هنوز یکی از مقامات رده پایین سلسله هان بود. او دومین پسر سون جیان و همسرش لیدی وو بود. او دو برادر کوچکتر به نام‌های سون یی و سون کوانگ و یک خواهر کوچکتر داشت (هویت او ثبت نشده‌است).
در سال ۱۸۴، دو سال پس از تولد سون کوان، شورش دستار زردها به رهبری ژانگ جو در سراسر کشور آغاز شد. سون جیان برای سرکوب شورش به ژنرال ژو جون پیوست و خانواده اش را در شوچون مستقر کرد. وقتی برادر بزرگتر سون کوان، سون تسه ، ژو یو را در سال ۱۸۹ ملاقات کرد، سون تسه تصمیم گرفت مادرش بانو وو و برادران کوچکترش را به شهرستان شو، زادگاه ژو یو منتقل کند. در آنجا خانواده سون تسه با ژو یو آشنا شدند.
پس از مرگ سون جیان در سال ۱۹۱، خانواده سون دوباره به جیانگدو نقل مکان کردند تا برای او سوگواری کنند. دو سال بعد، سون تسه تصمیم گرفت به ارتش یوان شو بپیوندد، بنابراین به لو فن دستور داد اعضای خانواده اش را به خانه عموی مادرش وو جینگ در دانیانگ ببرد. با این حال، لیو یائو، فرماندار (牧) استان یانگ زمانی که سون تسه و یوان شو، لو کانگ، مدیر لوجیانگ را در سال ۱۹۴ شکست دادند، عصبانی شد. او احساس نگرانی کرد که آنها بیشتر به او حمله کنند، بنابراین وو جینگ را از دانیانگ دور کرد. از آنجایی که سون کوان و مادرش هنوز در قلمرو لیو یائو بودند، ژو ژی افرادی را برای نجات آنها فرستاد. سون کوان و مادرش بعداً به فولینگ نقل مکان کردند.
هنگامی که سون تسه لیو یائو را در سال ۱۹۵ شکست داد، به چن بائو دستور داد تا خانواده‌اش را به دانیانگ بازگرداند. همان‌طور که سون کوان بزرگ می‌شد، در طول فتوحات منطقه جنوب رودخانه یانگ تسه به برادرش خدمت کرد. او در سال ۱۹۶ در سن ۱۴ سالگی به عنوان قاضی شهرستان یانگ شیان منصوب شد و همچنان که برادرش وظایف بیشتر و مهم‌تری به او می‌داد، به درجات بالا ارتقا می‌یافت. از آنجایی که او علاقه زیادی به جمع‌آوری نگهبانانی مانند پان ژانگ و ژو تای داشت، شهرت او به زودی به پدر و برادر بزرگترش نزدیک شد. ژو ران و هو زونگ، مردانی که او در دوران مدرسه اش ملاقات کرد، بعداً وزیر وو شرقی شدند. برادرش سون تسه او را دوست داشت و گفت که در آینده افراد خود را تحت مدیریت سون کوان قرار خواهد داد. در سال ۱۹۹، سون کوان به درجه سرهنگ (校尉) ارتقا یافت و برادرش را برای فتح لوجیانگ و یوژانگ همراهی کرد. در حالی که سائو سائو تلاش می‌کرد اتحاد با سون تسه را بیشتر تقویت کند، هم سون کوان و هم برادر کوچکترش سون یی به عنوان مقامات در ژوچانگ دعوت شدند، اما آنها نپذیرفتند.

## پس از سون تسه
سون تسه در سال ۲۰۰ در حین شکار ترور شد. در بستر مرگ، او می‌دانست که برادرش هنوز خیلی جوان است و نمی‌تواند به عنوان یک وارث واقع بین شناخته شود، بنابراین سون کوان ۱۸ ساله را به زیردستان وفادار خود سپرد. در ابتدا، سون کوان آنقدر برای مرگ برادرش سوگواری کرد که نتوانست گریه اش را متوقف کند، اما به دستور ژانگ ژائو، لباس نظامی پوشید و برای بازدید از فرماندهی‌های تحت کنترل برادرش به راه افتاد. بسیاری از زیردستان سون تسه فکر می‌کردند که سون کوان برای حفظ راه سون تسه بسیار جوان است و می‌خواستند آن را ترک کنند. به ویژه، لی شو، مدیر لوجیانگ، به سمت سائو سائو متمایل شد. سون کوان نامه ای به سائو سائو نوشت تا جنایت لی شو را بیان کند و سپس نیروهای خود را برای شکست دادن لی شو و بازپس‌گیری لوجیانگ هدایت کرد.
ژانگ ژائو و ژو یو ویژگی‌های خاصی را در مرد جوان دیدند و ترجیح دادند برای خدمت به سون کوان بمانند. ژانگ هونگ، که سون تسه قبلاً او را به عنوان رابط نزد فرمانده جنگ سائو سائو فرستاده بود، نیز از حوزه سائو سائو برای کمک به سون کوان بازگشت. به درخواست ژانگ هونگ، سائو سائو، به نام امپراتور شیان که در آن زمان توسط سائو سائو کنترل می‌شد، سون کوان را به عنوان ژنرالی که به بربرها حمله می‌کند (討虜將軍) مأمور کرد؛ عنوانی که تا مدت‌ها با آن شناخته می‌شد. او با دقت به سخنان دلگرم‌کننده مادرش بانو وو گوش داد و به ژانگ ژائو و ژانگ هونگ در مورد امور غیرنظامی و ژو یو، چنگ پو و لو فن در مورد مسائل نظامی بسیار اعتماد کرد. سون کوان همچنین به دنبال مردان جوان با استعدادی بود تا به عنوان مشاور شخصی او خدمت کنند، و در همین زمان بود که با لو سو و ژوگه جین آشنا شد که بعداً نقش‌های برجسته ای در مدیریت وو ایفا کردند. علاوه بر این، لو ژون، بو ژی، گو یونگ، شی یی، یان جون، زو شنگ و ژو هوان نیز به او پیوستند. در طول این دوره و دهه‌های آینده، رهبری سون کوان با توانایی او در یافتن افراد با شخصیت و سپردن امور مهم به او و توانایی او در واکنش سریع به رویدادها مشخص می‌شود.
برای چندین سال بعد، سون کوان تا حد زیادی علاقه‌مند به گسترش علیه شانیوئه بود، قبایل بادیه نشینی که جنوبی‌ترین بخش چین و خارج از دسترس دولت هان را کنترل می‌کردند تا از قلمرو خود اطمینان حاصل کنند. سون کوان نبردهای متعددی را علیه شانیو به راه انداخت. او در سال ۲۰۶ قلعه شانیوئه در ماتون و بائودون را فتح کرد و بیش از ۱۰٬۰۰۰ مرد را اسیر کرد. علاوه بر این، او به تدریج به دنبال آزار و اذیت و تضعیف زیردست اصلی لیو بیائو، هوانگ زو (که منطقه شمال شرقی قلمرو لیو بیائو را کنترل می‌کرد) بود – به ویژه به این دلیل که هوانگ زو پدرش را در جنگ کشته بود. او دو بار در سالهای ۲۰۳ و ۲۰۷ با هوانگ ژو جنگید. در سال ۲۰۸ سرانجام توانست هوانگ زو را در نبرد شکست دهد و بکشد و در نتیجه بیشترین قلمرو جیانگ شیا را به دست آورد. بلافاصله پس از آن، لیو بیائو در حالی که سائو ک
سائو در حال تدارک یک نبرد بزرگ برای تحت سلطه خود درآوردن لیو بیائو و سون کوان بود، درگذشت و یک درگیری بزرگ را آغاز کرد.

## اتحاد شکننده با لیو بی

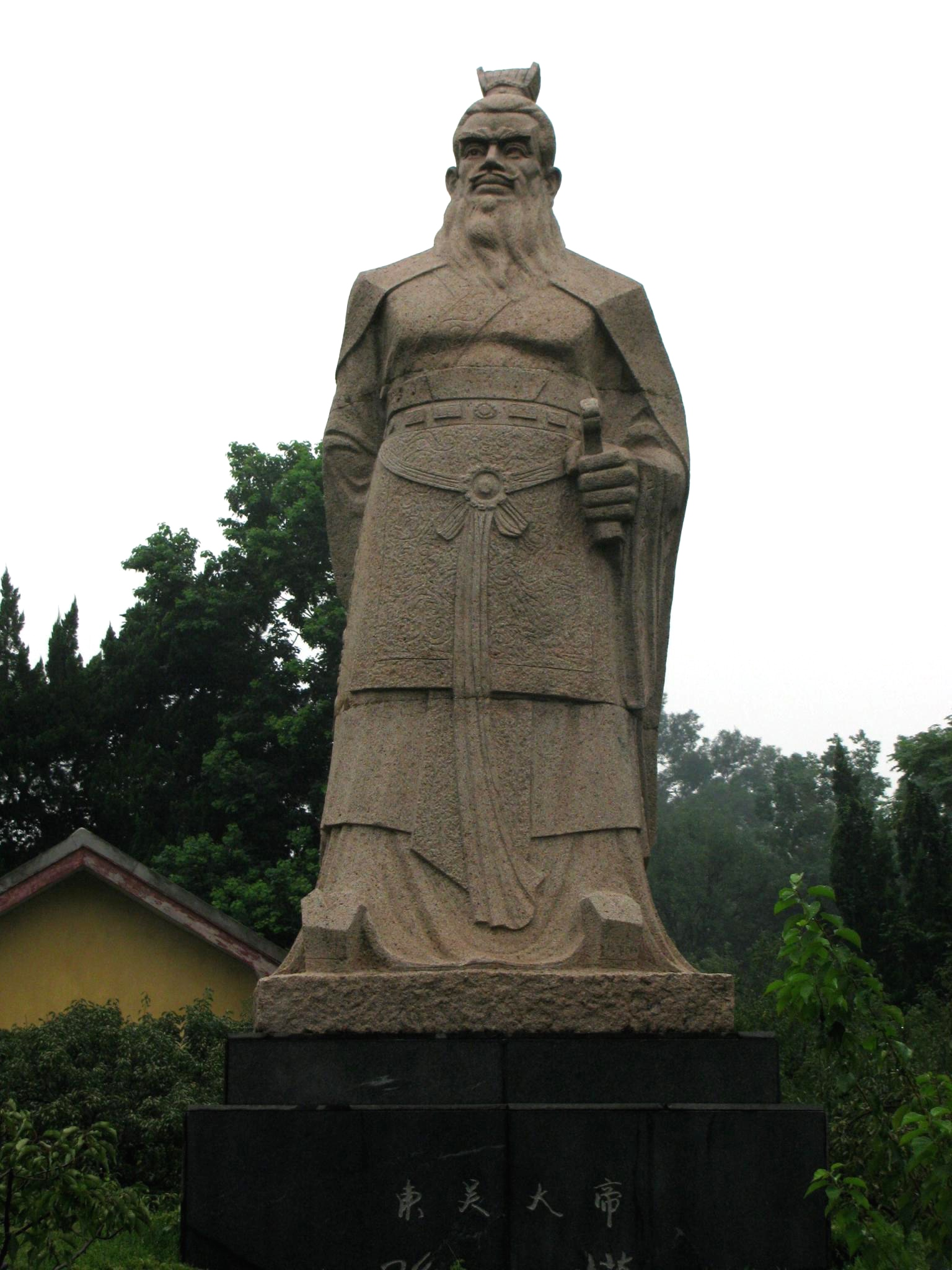
مجسمه سون کوان.

بلافاصله پس از عقب‌نشینی سائو سائو، سون کوان نیمه شمالی استان جینگ را تصرف کرد. لیو بی به سمت جنوب حرکت کرد و نیمه جنوبی را تصرف کرد. اتحاد سون و لیو با ازدواج خواهر کوچکتر سون کوان، بانو سون، با لیو بی تثبیت شد. با این حال، ژو یو به نیات لیو بی مشکوک بود و به سون کوان پیشنهاد کرد که لیو را دستگیر کرده و در حبس خانگی قرار دهد (البته با رفتار بسیار خوب) و نیروهایش در وو ادغام شوند. سون کوان که معتقد بود در صورت انجام این کار نیروهای لیو بی شورش خواهند کرد، نپذیرفت. سون کوان با برنامه‌های ژو یو برای بررسی حمله به لیو ژانگ و ژانگ لو (که کنترل شانشی مدرن جنوبی را در دست داشت) برای تلاش برای تصرف قلمروهای آنها موافقت کرد، اما پس از مرگ ژو یو در سال ۲۱۰، این نقشه‌ها کنار گذاشته شد. با این حال، سون کوان توانست جنگ‌سالاران استان جیائو را متقاعد کند که به او تسلیم شوند و آن‌ها بخشی از قلمرو او شدند. او سپس بخش‌هایی از استان جینگ شمالی را نیز به لیو بی سپرد و با او توافق کرد که جنوب برای تأمین نیروهایش کافی نیست. در همان زمان، سون کوان زیردست خود بو ژی را از استان جیائو به جای لای گونگ به عنوان بازرس (刺史) منصوب کرد. شی زی پیروان خود را برای تسلیم شدن در برابر فرمانداری بو ژی هدایت کرد. سون کوان کل استان جیائو را در اختیار گرفت.
در سال ۲۱۱، سون کوان دفتر مرکزی خود را از دانتو به شهر مولینگ منتقل کرد و در سال بعد دیوارها را بازسازی کرد و نام شهر را به جیانیه تغییر داد. این مکان جدید به او کنترل بهتری بر رودخانه یانگ تسه و ارتباطات بهتر با دیگر فرماندهان خود داد. او همچنین قلعه‌هایی را در روکسو ساخت، زیرا لو منگ پیش‌بینی می‌کرد که سائو سائو به آنجا حمله کند.
تهاجمی که لو منگ انتظار داشت در آغاز سال ۲۱۳ رخ داد. سون کوان شخصاً ارتش آنجا را برای مقاومت در برابر سائو سائو رهبری کرد و به شدت به قلعه‌هایی که لو منگ برای دادن موقعیت‌های قوی برای دفاع از سربازانش ساخته بود تکیه کرد. در یک نقطه، سائو سائو سعی کرد نیروی دریایی خود را به آن سوی رودخانه بفرستد تا خطوط سون کوان را بشکند، اما کشتی‌های خود سون کوان آنها را محاصره کردند و آنها را نابود کردند. به دلیل بن‌بست در جنگ، سون کوان کشتی بزرگی را سوار کرد تا وارد اردوگاه نظامی سائو سائو در آن سوی رودخانه یانگ تسه شود تا وضعیت دشمن خود را مشاهده کند. سائو سائو تحت تأثیر نظم و انضباط نظامی حریف خود قرار گرفته بود، بنابراین او گفت که باید فرزندی مانند سون کوان داشته باشد و به این دلیل حمله نکرد. سون کوان به مردم دستور داد تا در کشتی موسیقی پخش کنند و به سلامت به اردوگاه خود بازگشت. در نهایت، دفاع لو منگ پایدار ماند و سون کوان نامه ای به سائو سائو نوشت تا هشدار دهد که باران‌های بهاری یک ماه بعد خواهد آمد، سائو سائو مجبور شد توصیه‌های او را بپذیرد و عقب‌نشینی کند.
پس از شکست سائو سائو در روکسو، بسیاری از مردم در امتداد رودخانه یانگ تسه به جنوب گریختند تا به سون کوان بپیوندند. به استثنای شهرستان وان و منطقه نزدیک، منطقه متروکه شد. در سال ۲۱۴، سائو سائو مردی به نام ژو گوانگ را به شهرستان وان فرستاد تا منطقه را احیا کند و آن را تحت کنترل سائو سائو قرار دهد. ژو گوانگ پروژه‌های کشاورزی گسترده‌ای را آغاز کرد و همچنین راهزنان و بدخواهان را به شورش در قلمرو سون کوان برانگیخت. لو منگ می‌ترسید که اگر برنامه‌های ژو گوانگ موفقیت‌آمیز باشد، تسلط سائو سائو در این منطقه غیرقابل شکست خواهد بود و خواستار لشکرکشی به هوان شد. سون کوان استراتژی لو منگ را دنبال کرد و از سیل فصلی برای سفر به شهر با قایق استفاده کرد که به آنها اجازه حمله غیرمنتظره را داد. به جای یک محاصره طولانی، لو منگ، گان نینگ و لینگ تانگ یک حمله سریع را رهبری کردند و دفاع ژو گوانگ را شکستند و شهر را تصرف کردند.
پس از فتح استان یی توسط لیو بی، او توانست به تنهایی نیروهایش را تقویت کند، بنابراین سون کوان لو سو را به عنوان فرستاده برای درخواست بازگشت استان جینگ فرستاد، اما لیو بی نپذیرفت. سپس سون کوان لو منگ و لینگ تانگ را برای رهبری ۲۰٬۰۰۰ نفر برای حمله به استان جینگ فرستاد و آنها موفق شدند فرماندهی‌های چانگشا، گوئیانگ و لینگلینگ را تصرف کنند. در همین حال، لو سو و گان نینگ به سمت یی‌یانگ (益陽) با ۱۰٬۰۰۰ نفر (برای جلوگیری از گوان یو)، فرماندهی ارتش در لوکو (陸口) را بر عهده گرفت. لیو بی شخصاً به شهرستان گونگان رفت و گوان یو ۳۰٬۰۰۰ نفر را به یی‌یانگ هدایت کرد. هنگامی که یک جنگ همه‌جانبه در شرف وقوع بود، لیو بی‌خبر مبنی بر اینکه سائو سائو قصد حمله به هانژونگ را دارد دریافت کرد و او درخواست کرد تا با سون کوان یک معاهده مرزی امضا کند زیرا نگران تصرف هانژونگ توسط سائو سائو بود. لیو بی از سون کوان خواست تا فرماندهی لینگلینگ را به او بازگرداند و با حمله به هفی برای سائو سائو مشکل ایجاد کند. در عوض، لیو بی فرماندهان چانگشا و گوئیانگ را به سون کوان واگذار کرد و مرز جدید را در امتداد رودخانه شیانگ تعیین کرد. حمله سون کوان به هفی فاجعه بار بود - اگر لینگ تانگ نجاتش نمی‌داد، تقریباً در یک موقعیت دستگیر می‌شد.
در سال ۲۱۷، سائو سائو ارتش عظیمی را برای حمله مجدد به روکسو آورد. سون کوان شخصاً ۷۰٬۰۰۰ نفر را برای دفاع از شهر رهبری کرد، اگرچه فرماندهی واقعی نبرد را به لو منگ واگذار کرد. این یک نبر سخت بود و پس از چندین هفته نبرد طاقت فرسا، دفاع لو منگ نتیجه داد و سیل بهاری سائو سائو را مجبور کرد یک بار دیگر عقب‌نشینی کند.
با این حال، این یک پیروزی کامل نبود. بیشتر ارتش سائو سائو هنوز دست نخورده بود و او نیروی عظیمی زیر نظر شیاهو دان در شمال موقعیت سون کوان داشت. این امر منجر به بن‌بست شد که در آن تا زمانی که سون کوان ارتش خود را در روکسو نگه می‌داشت، شیاهو دان نمی‌توانست امیدوار باشد که به او حمله کند. اما به محض اینکه سون کوان از روکسو خارج شد، شیاهو دان توانست نفوذ کند. همچنین، نیروی ژیاهو دان بزرگ و به بسیار مستحکم بود که نمی‌توانست عقب رانده شود. سون کوان هیچ گزینه نظامی نداشت، بنابراین او به یک راه حل دیپلماتیک رضایت داد. در سال ۲۱۷، سون کوان با سائو سائو متحد شد و او را به عنوان نماینده قانونی دولت مرکزی هان به رسمیت شناخت. در حالی که رسماً این یک تسلیم بود، سائو سائو می‌دانست که سون کوان راضی نمی‌شود که با او مانند یک بازیچه رفتار شود، بنابراین تمام عناوینی را که سون کوان برای خودش ادعا کرده بود تأیید کرد و کنترل خود را بر سرزمین‌هایی که در اختیار داشت رسمیت بخشید. سون کوان اجازه داشت به‌طور مستقل به حکومت ادامه دهد اما اکنون رسماً یکی از زیردستان سائو سائو بود.

## نبرد صخره‌های سرخ

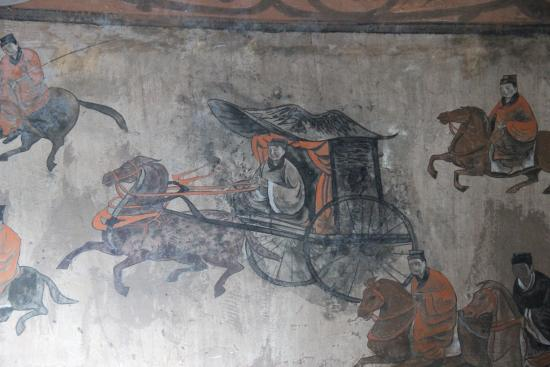
نقاشی دیواری ارابه‌ها و سواره نظام، از مقبره داهوتینگ (打虎亭漢墓) از اواخر سلسله هان شرقی (۲۵–۲۲۰ پس از میلاد)، واقع در ژنگژو، هنان

در پایان سال ۲۰۸، پس از مرگ لیو بیائو، جنگی برای جانشینی برای قلمرو او، بین پسرانش لیو چی و پسر کوچکتر لیو کونگ، که بانو کای همسر دوم لیو بیائو از آنها حمایت می‌کرد (زیرا او با خواهرزاده‌اش ازدواج کرده بود) به وجود آمد. پس از مرگ هوانگ زو، لیو چی به‌عنوان فرماندار فرماندهی جیانگ شیا به سمت هوانگ اعطا شد؛ بنابراین لیو کونگ پس از مرگ لیو بیائو جانشین او شد و لیو چی ناراضی بود و در نظر گرفته شد که حمله ای علیه برادرش انجام نداد. با این وجود، لیو کونگ از ترس اینکه مجبور شود در دو جبهه با سائو سائو و برادرش مبارزه کند، برخلاف توصیه لیو بی، متحد کلیدی لیو بیائو، تسلیم سائو سائو شد. لیو بی که تمایلی به تسلیم شدن به سائو سائو نداشت، به جنوب گریخت. سائو سائو به او رسید و نیروهایش را در هم کوبید، اما لیو بی با جان خود فرارکرد و به دانگ یانگ رفت. سائو سائو بیشتر استان جینگ را تصاحب کرد و به نظر می‌رسید که در نهایت امپراتوری را متحد می‌کند.
سون کوان به خوبی از نیات سائو سائو آگاه بود و به سرعت با لیو بی و لیو چی وارد اتحاد شد تا برای حمله سائو سائو آماده شود. سائو سائو با نامه ای به سان کوان نوشت که قصد داشت بسیاری از زیردستان سون را (که تخمین زده می‌شود حدود ۲۲۰٬۰۰۰ نفر باشد، اگرچه سائو ۸۰۰٬۰۰۰ نفر را در مقابل ۳۰٬۰۰۰ سون کوان و ۱۰٬۰۰۰ نیروی ترکیبی لیو بی) ارعاب کند، و در مواجهه با نیروی عظیم سائو سائو از جمله ژانگ ژائو، طرفدار تسلیم شدن بودند. سون کوان به توصیه ژو یو و لو سو نپذیرفت که سائو سائو مطمئناً او را تحمل نخواهد کرد حتی اگر تسلیم شود.
سون کوان ژو یو را مسئول ۳۰٬۰۰۰ مرد خود که عمدتاً در کشتی‌های نیروی دریایی مستقر بودند، قرار داد و ژو به همراه لیو بی که ارتشش در خشکی مستقر بود، یک موقعیت دفاعی ایجاد کرد. در این زمان، طاعون در نیروهای سائو سائو در حال توسعه بود که به‌طور قابل توجهی آن را تضعیف کرد. ژو یو تله ای برپا کرد که در آن وانمود می‌کرد که زیردست خود هوانگ گی را مجازات می‌کند و هوانگ وانمود می‌کرد که از ترس تسلیم سائو سائو شده‌است. سپس ژو یو کشتی‌هایی را تحت فرمان هوانگ گای فرستاد تا وانمود کنند که تسلیم شده‌اند و با نزدیک شدن کشتی‌های هوانگ به ناوگان سائو سائو، آنها برای حمله به ناوگان سائو به آتش کشیده شدند و ناوگان سائو سائو تا حد زیادی در اثر آتش‌سوزی نابود شد. سائو سائو نیروهای خود را برای فرار در خشکی رهبری کرد، اما بسیاری از نیروها توسط نیروهای زمینی سون کوان و لیو بی نابود شدند.

## شکستن اتحاد با لیو بی
در سال ۲۱۹، گوان یو به سمت شمال پیشروی کرد و به فانچنگ حمله کرد و پیروزی بزرگی بر سائو رن به دست آورد. در حالی که فانچنگ در این زمان سقوط نکرد، گوان یو آن را تحت محاصره قرار داد و وضعیت به اندازه‌ای سخت بود که سائو سائو به فکر انتقال پایتخت افتاد. با این حال، سون کوان، که از تحریک مداوم قبلی گوان یو به خصومت (از جمله مصادره مواد غذایی سون برای استفاده در نیروهای خود در شمال) خشمگین بود، از فرصت استفاده کرد و از پشت به گوان یو حمله کرد و نیروهای گوان یو از هم پاشید. گوان یو توسط نیروهای تحت فرمان لو منگ و جیانگ کین دستگیر شد. گوان یو اعدام شد، استان جینگ تحت کنترل سان قرار گرفت و اتحاد سون-لیو پایان یافت.
پس از مرگ سائو سائو در سال ۲۲۰، سائو پی امپراتور شیان را مجبور کرد تا تاج و تخت را به او بسپارد و به سلسله هان پایان داد و دولت سائو وی را تأسیس کرد. سون کوان بلافاصله پس از به تخت نشستن سائو پی تسلیم وی نشد و استقلال خود را اعلام نکرد، بلکه یک نگرش منتظر ماند. در مقابل، در اوایل سال ۲۲۱، لیو بی خود را امپراتور اعلام کرد و دولت شو هان را تأسیس کرد. بلافاصله، لیو بی برای انتقام از گوان یو، یک نبرد علیه سون کوان برنامه‌ریزی کرد. پس از تلاش برای مذاکره برای صلح و دریافت هیچ پاسخ مثبت از لیو بی، از ترس حمله هر دو طرف، سون کوان تابع وی شد. لیو یه، استراتژیست سائو پی، پیشنهاد کرد که سائو پی عقب‌نشینی کند و در واقع به سون کوان در جبهه دوم حمله کند، و در واقع دامنه سون را با شو تقسیم کند، و سپس در نهایت به دنبال نابودی شو نیز باشد. سائو پی در یک انتخاب سرنوشت ساز که اکثر مورخان معتقدند امپراتوری او را محکوم کرد تا فقط بر شمال و مرکز چین حکومت کند - و این شانس دوباره نخواهد آمد. در واقع، برخلاف توصیه لیو یه، در ۲۳ سپتامبر ۲۲۱، سون کوان را به عنوان پادشاه وو منصوب کرد و ۹ پاداش را به او اعطا کرد.
در سال ۲۲۲، در نبرد شیائوتینگ، ژنرال سون کوان، لو ژون، شکست بزرگی بر لیو بی وارد و حمله شو را متوقف کرد. شو از آن نقطه به بعد دیگر تهدیدی برای سون کوان نداشت. در اواخر همان سال، زمانی که سائو پی از سون کوان خواست که ولیعهدش سون دنگ را به عنوان گروگان به پایتخت وی ، لوئویانگ بفرستد (برای تضمین وفاداری خود)، سون کوان نپذیرفت و اعلام استقلال کرد (با تغییر نام دوره)، بنابراین وو شرقی را به عنوان یک کشور مستقل اعلام کرد. سائو پی یک حمله بزرگ به وو انجام داد، اما در اوایل سال ۲۲۳، شکست خورد و وو قدرت خود را نشان داد. پس از مرگ لیو بی در اواخر همان سال، برادر ژوگه جین، ژوگه لیانگ، نایب السلطنه پسر لیو بی و جانشین لیو شان، اتحاد خود را با سون کوان دوباره برقرار کرد و این دو ایالت تا زمان نابودی نهایی شو در سال ۲۶۳ متحد باقی ماندند.

## اوایل سلطنت

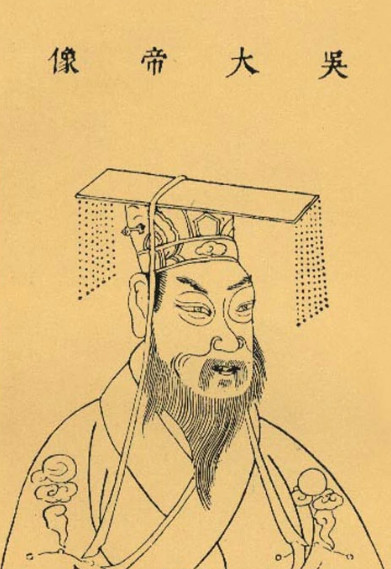
پرتره سون کوان از سانکای توهوی

در اوایل سلطنت سون کوان، دولت وو به دلیل کارآمدی خود شناخته شده بود، زیرا سون در عمل به توصیه‌های صحیح و تفویض اختیارات به افراد مناسب مهارت نشان داد. به عنوان مثال، او به درستی به لو ژون و ژوگه جین وفادار اعتماد کرد، به طوری که یک مهر امپراتوری تکراری ساخت و آن را نزد لو ژون گذاشت. هر زمان که با امپراتور شو، لیو شان یا نایب السلطنه ژوگه لیانگ مکاتبه می‌کرد، ابتدا نامه را به لو ژون می‌رساند (چون پست لو در نزدیکی مرز شو قرار داشت) و سپس اگر به نظر لو نیاز به تغییراتی بود، او در این نامه تجدید نظر می‌کرد. نامه و سپس آن را با مهر امپراتوری سون مهر می‌کرد. علاوه بر این، لو ژون و ژوگه جین مجاز به هماهنگی اقدامات خود با شو بدون تأیید قبلی امپراتوری بودند. سون کوان با مقامات بلندپایه خود مانند دوستان رفتار می‌کرد و آنها را مطابق با آنها خطاب می‌کرد (با نام‌های محترمانه) و بر همین اساس آنها تمام تلاش خود را صرف حفظ وو کردند. او همچنین می‌دانست که مقاماتی که به آنها اعتماد دارند چه نقشی دارند. برای مثال، در سال ۲۲۵، هنگام انتخاب صدراعظم، در حالی که مقامات کلیدی همگی به ژانگ ژائو احترام زیادی می‌گذاشتند و می‌خواستند او صدراعظم شود، سون کوان نپذیرفت، با این استدلال که در حالی که او بسیار به ژانگ احترام می‌گذارد، یک صدراعظم باید به همه امور ایالتی رسیدگی کند. ژانگ در عین توانایی، چنان عقاید محکمی داشت که مطمئناً همیشه با سان کوان و سایر مقامات در تضاد خواهد بود. او همچنین بارها از لو فان حمایت کرد، حتی اگر لو فان زمانی که جوان بود، عادات نادرست خرج کردن خود را به سون تسه اطلاع داده بود، زیرا فهمید که لو این کار را تنها به دلیل وفاداری به سون تسه انجام داد.
در سال‌های ۲۲۴ و ۲۲۵، سائو پی دوباره به وو حمله کرد، اما هر بار نیروهای وو می‌توانستند وی‌ها را با سهولت دفع کنند - آنقدر راحت که سائو پی این نظر را بیان کرد: «بهشت یانگ تسه را برای تقسیم شمال و جنوب ایجاد کرد.» با این حال، سون کوان خودش به همان اندازه در تلاش برای انجام حملات بزرگ به وی ناموفق بود. به عنوان مثال، پس از مرگ سائو پی در سال ۲۲۶، سون کوان به فرماندهی جیانگشیای وی حمله کرد، اما به محض رسیدن نیروهای کمکی وی مجبور به عقب‌نشینی شد. با این حال، در اواخر همان سال، زمانی که ژنرالش لو دای توانست جنگسالار شی هوی (士徽) را شکست دهد، توانست کنترل مؤثر خود را بر استان جیائو افزایش دهد و به استقلال مؤثری که قبیله شی داشتند پایان داد. علاوه بر این، چندین پادشاهی مستقل در کامبوج مدرن، لائوس، و ویتنام جنوبی همگی به مناطقی از وو تبدیل شدند.
تنها پیروزی بزرگی که وو بر وی در این دوره داشت، در سال ۲۲۸ به دست آمد، زمانی که با تأیید سون کوان، ژنرال او ژو فانگ وانمود کرد که دارد تسلیم وی می‌شود پس از اینکه وانمود کرد که توسط سون کوان بارها مجازات شده‌است. این باعث فریب ژنرال وی سائو ژیو شد که ارتش بزرگی را برای حمایت از ژو فانگ رهبری کرد. او وارد تله ای شد که توسط ژو فانگ و لو سون تنظیم شده بود و متحمل ضررهای بزرگی شد، اما توسط جیا کوی از نابودی کامل نجات یافت.
در سال ۲۲۹، سون کوان خود را امپراتور اعلام کرد، که تقریباً به اتحاد با شو لطمه زد، زیرا بسیاری از مقامات شو این را نشانه خیانت به سلسله هان می‌دانستند که شو ادعا می‌کرد که جانشین قانونی آن است. با این حال، ژوگه لیانگ با پایان دادن به این اتحاد مخالفت کرد و در واقع آن را با یک معاهده رسمی در اواخر همان سال تأیید کرد، که در آن دو ایالت متعهد شدند که از یکدیگر حمایت کنند و اگر بتوانند وی را به‌طور مساوی تقسیم کنند. بعداً در همان سال، سون کوان پایتخت خود را از ووچانگ به جیانیه منتقل کرد و ولیعهد خود سون دنگ را با کمک لو ژون، مسئول بخش‌های غربی وو شرقی باقی گذاشت.